# Neritidae
Nérites
Famille
Les Neritidae, communément appelées Nérites, sont une famille de mollusques gastéropodes, de l'ordre des Cycloneritimorpha. Ils doivent leur nom au dieu grec Néritès.

## Biologie
Les nérites pondent des groupes d'œufs minuscules rassemblées dans des capsules ovigères se présentant comme de petites capsules ovales ou des billes blanches à jaunâtres aplaties sur le dessous. Un seul œuf arrivera à maturité ; au sein de la même capsule les autres œufs serviront de repas à ce seul individu.
Quelques espèces tropicales insulaires d'eau douce de la zone indo-pacifique sont amphidromes : leurs adultes se développent en rivières où ils pondent des œufs d'où émergent des larves qui dévalent vers la mer où elles passeront un temps plus ou moins long selon l'espèce. Les jeunes nérites doivent ensuite remonter le courant vers les sources. La préservation de ces espèces nécessite que leur cycle de vie soit mieux compris,.

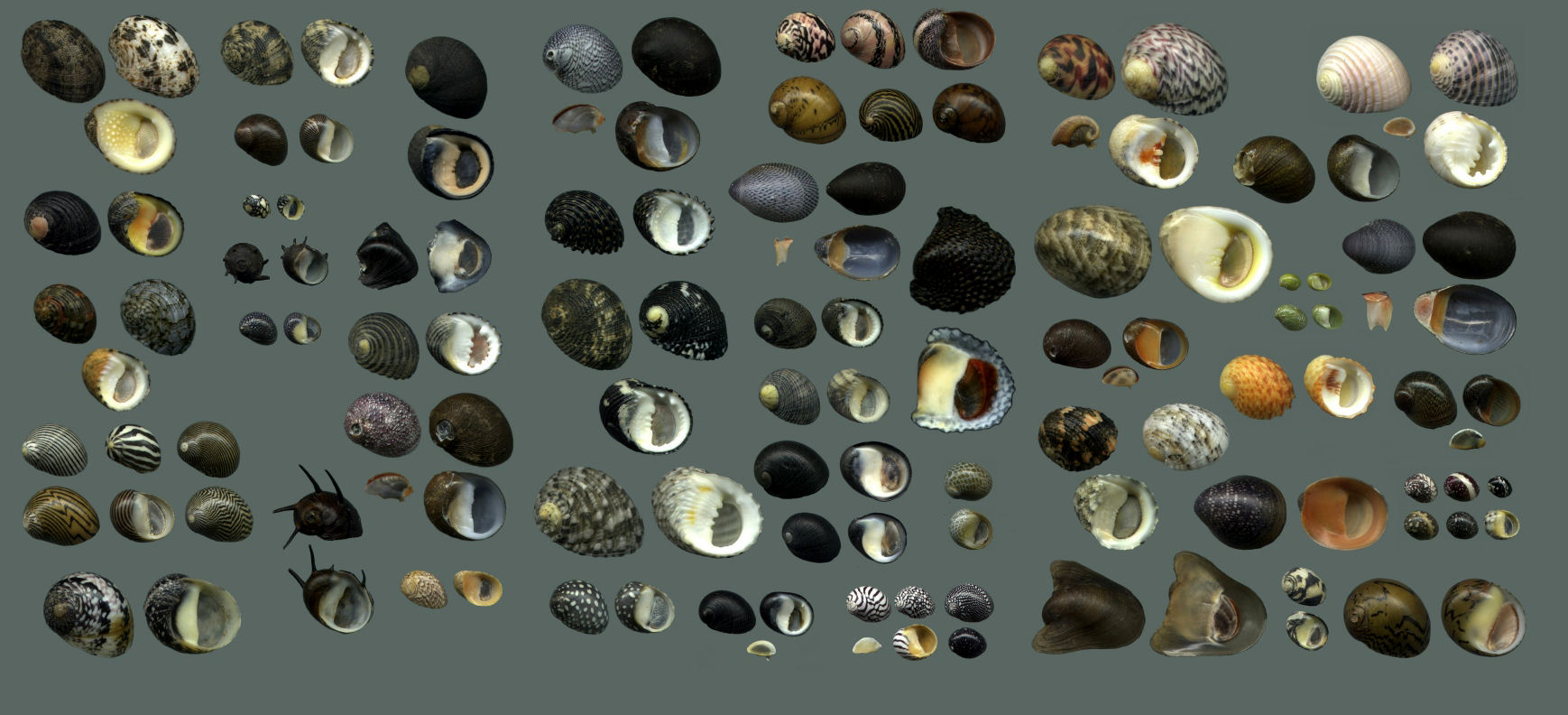
Différentes coquilles de Neritidae.

## Liste des genres
Selon le World Register of Marine Species (2 décembre 2018) :
- Bajanerita Squires, 1993 †
- Calyptronerita Le Renard, 1980 †
- Clithon Montfort, 1810
- Clypeolum Récluz, 1842
- Cuisenerita Symonds & Pacaud, 2010 †
- Fluvinerita Pilsbry, 1932
- Magadis Melvill & Standen, 1899
- Mesoneritina Yen, 1946 †
- Mienerita Dekker, 2000
- Monsneritina Kowalke, 2002 †
- Nereina de Cristofori & Jan, 1832
- Neripteron Lesson, 1831
- Nerita Linnaeus, 1758
- Neritina Lamarck, 1816
- Neritodryas von Martens, 1869
- Neritona Martens, 1869
- Neritoplica Oppenheim, 1892 †
- Ninnia Brusina, 1903 †
- Otostoma d'Archiac, 1859 †
- Pseudodostia Symonds, 2006 †
- Pseudonerita Baker, 1924
- Puperita Gray, 1857
- Semineritina Cossmann, 1925 †
- Septaria Férussac, 1807
- Smaragdia Issel, 1869
- Theodoxus Montfort, 1810
- Tomostoma Deshayes, 1824 †
- Velates Montfort, 1810 †
- Vergnesia Delpey, 1941 †
- Vitta Mörch, 1852
- Vittina H. B. Baker, 1924

## Galerie

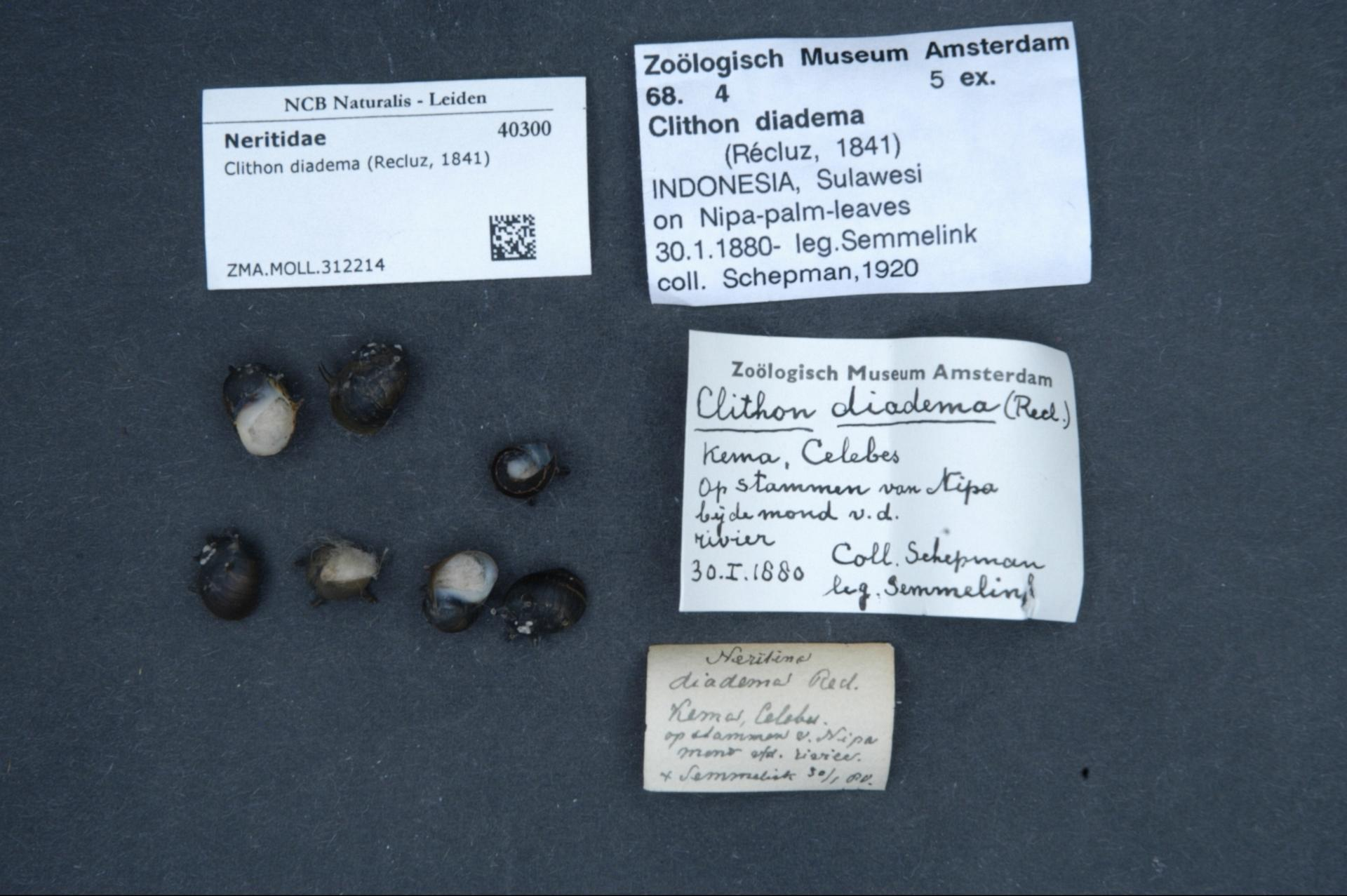
Clithon diadema
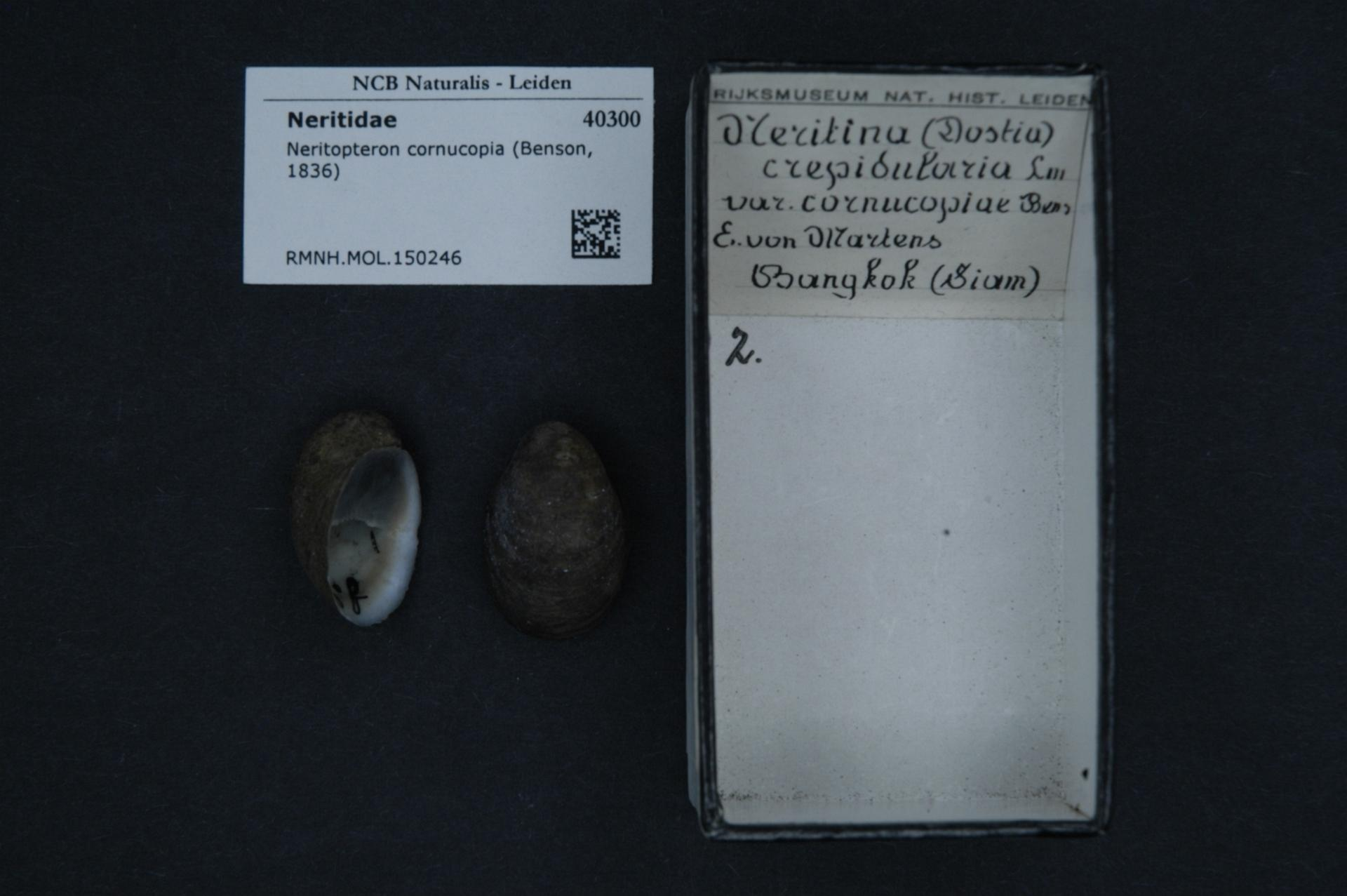
Neripteron cornucopia
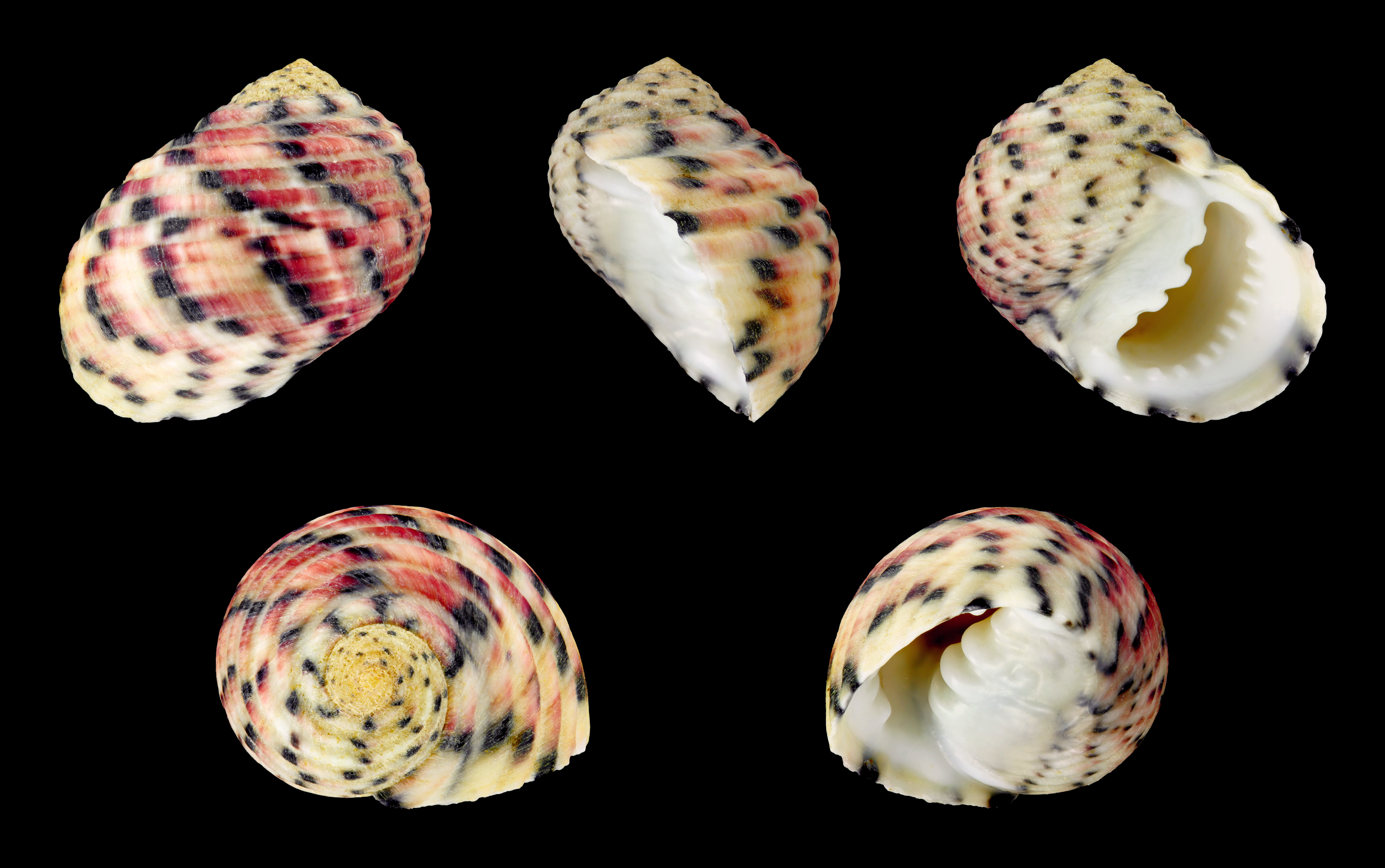
Nerita versicolor
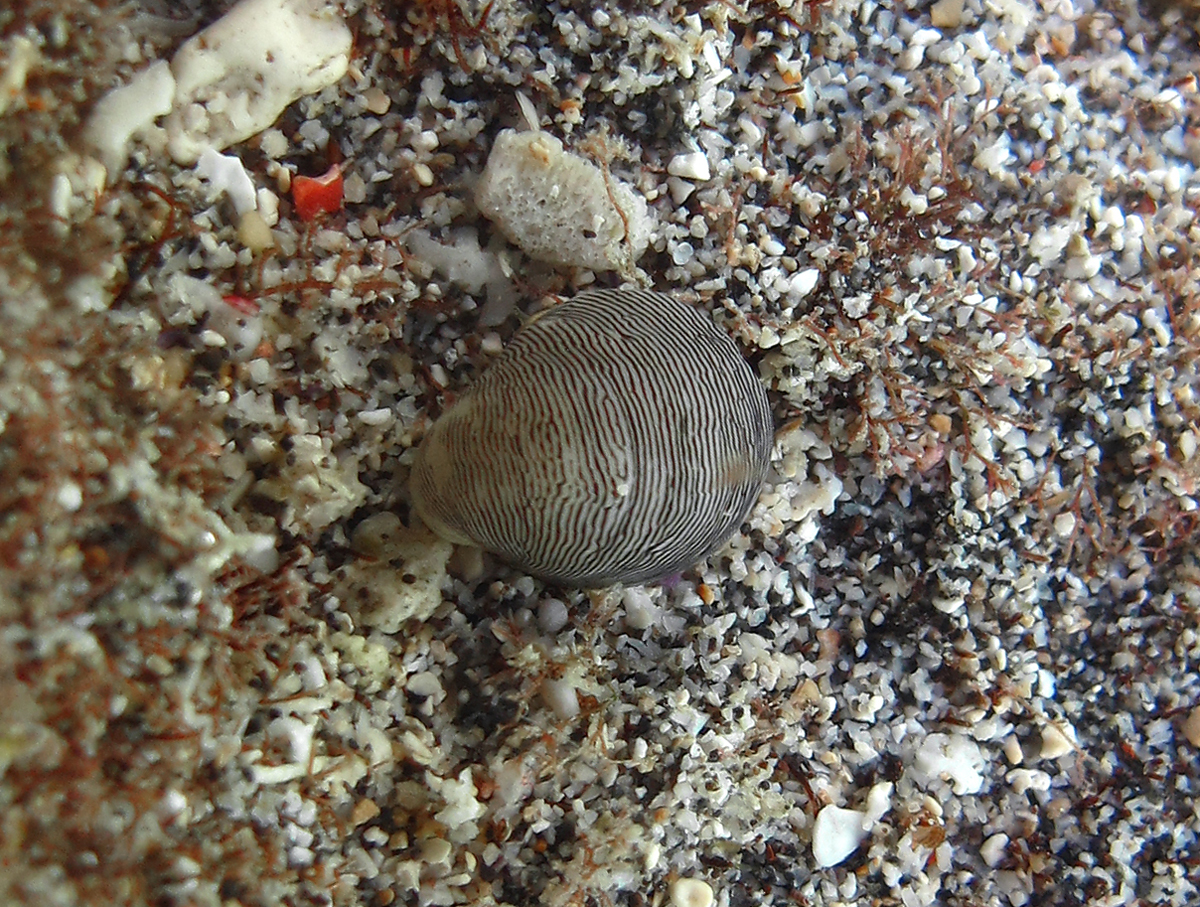
Neritina gagates
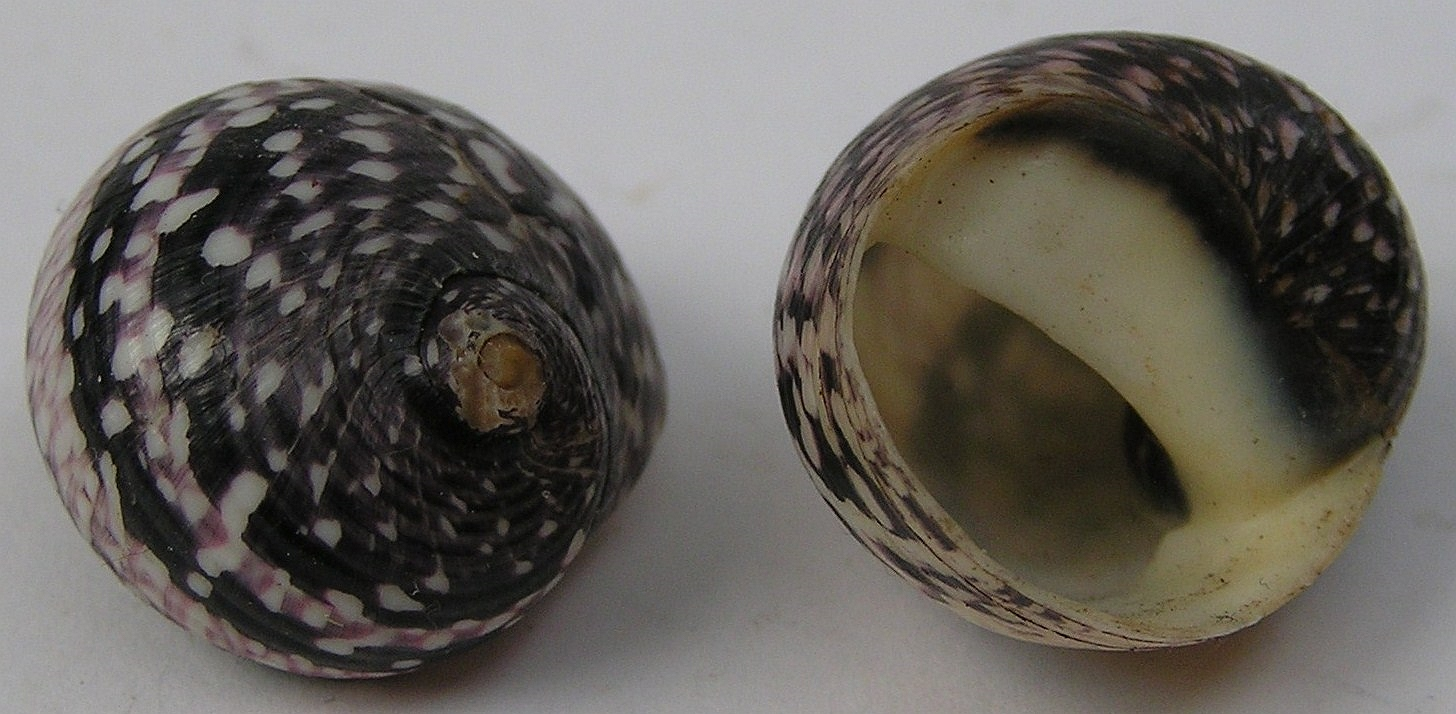
Neritodryas cornea
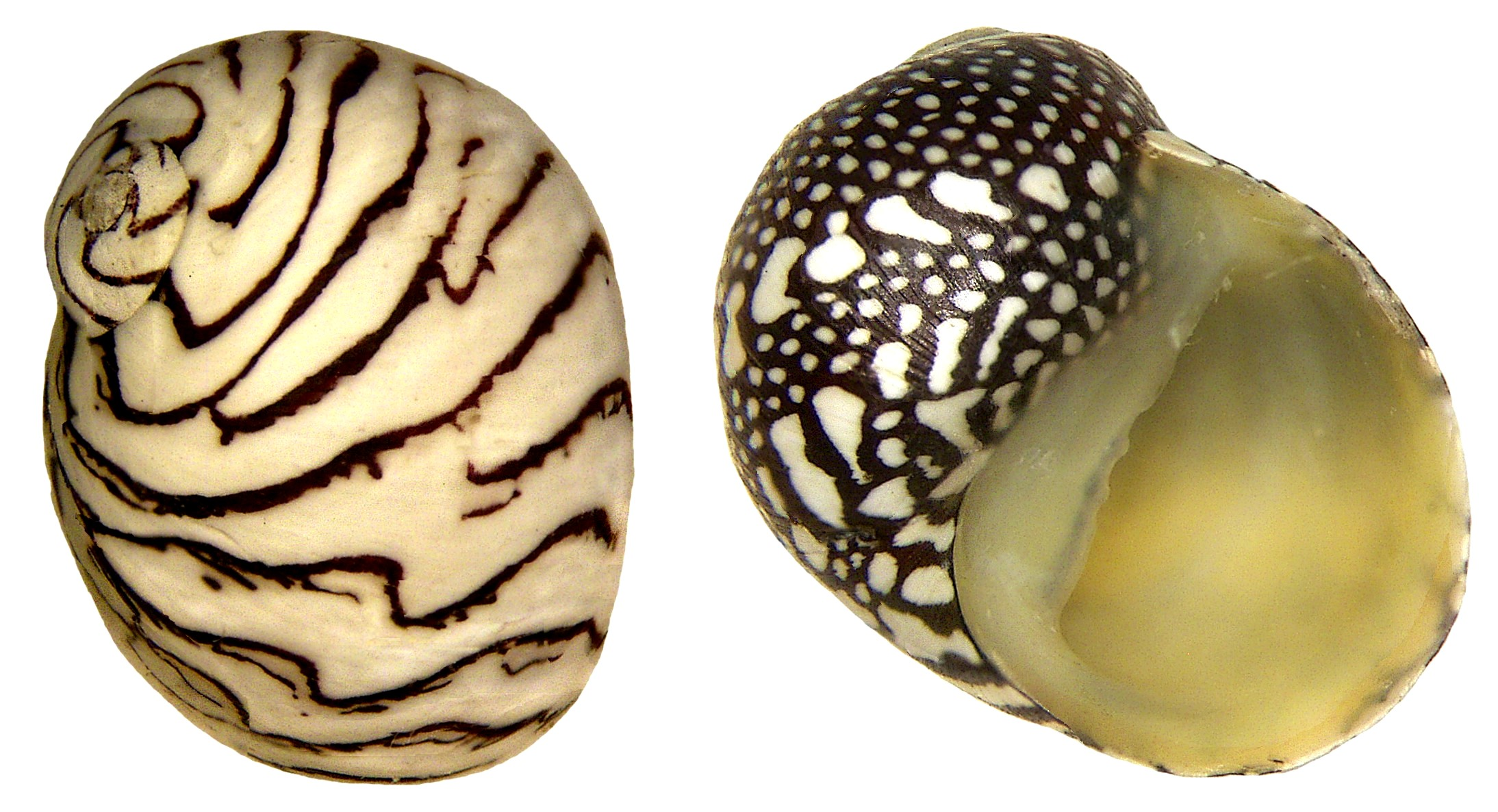
Puperita pupa
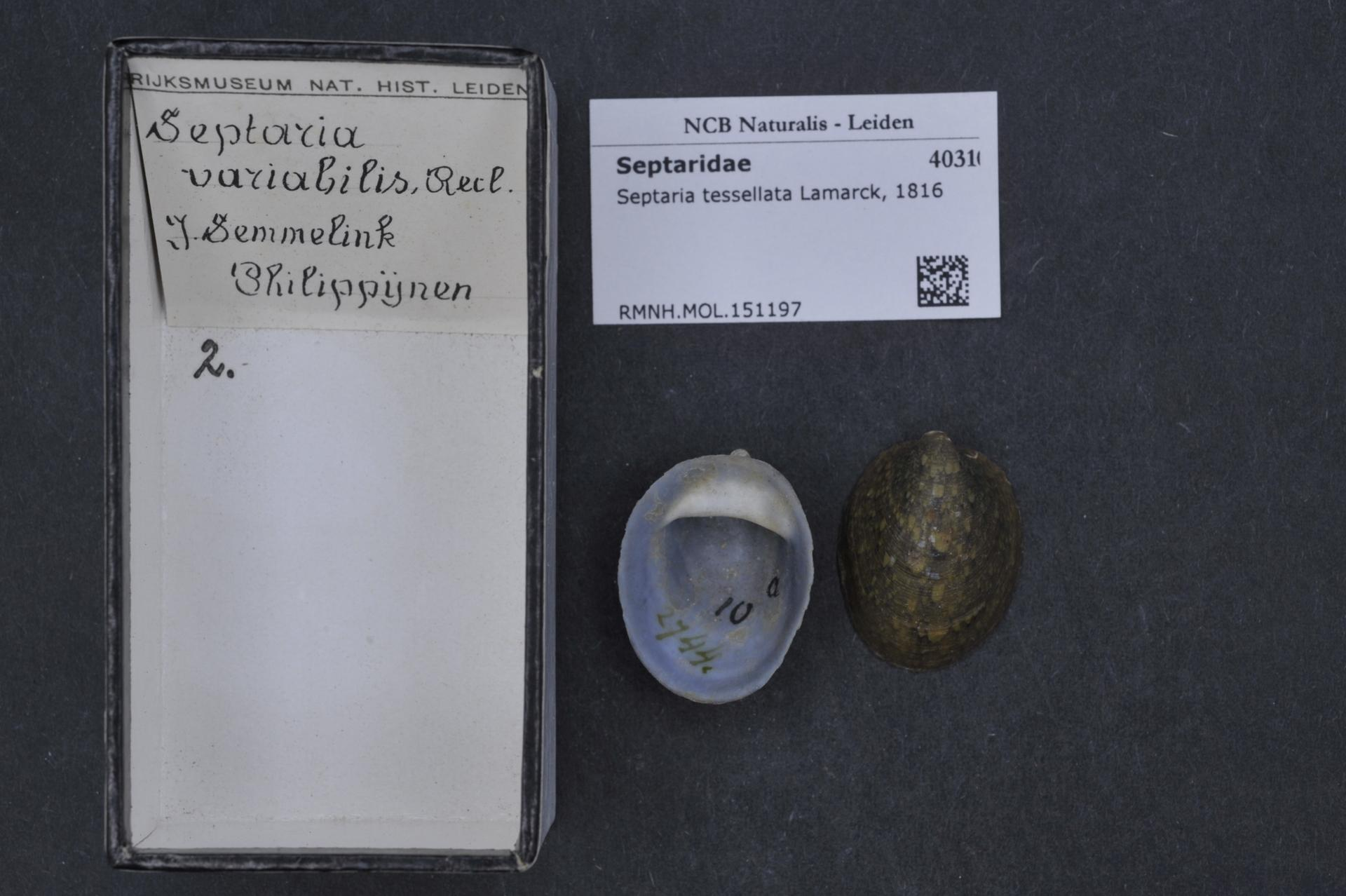
Septaria tessellata
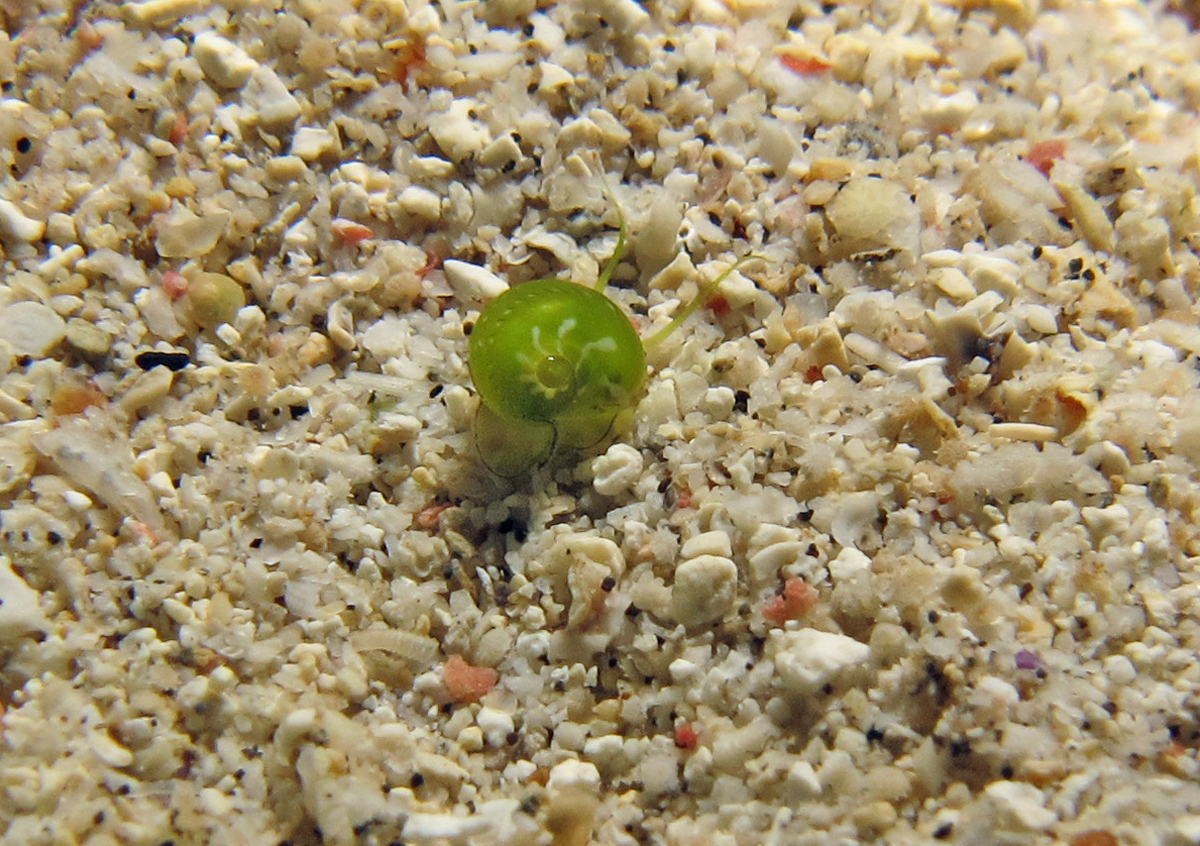
Smaragdia rangania vivant
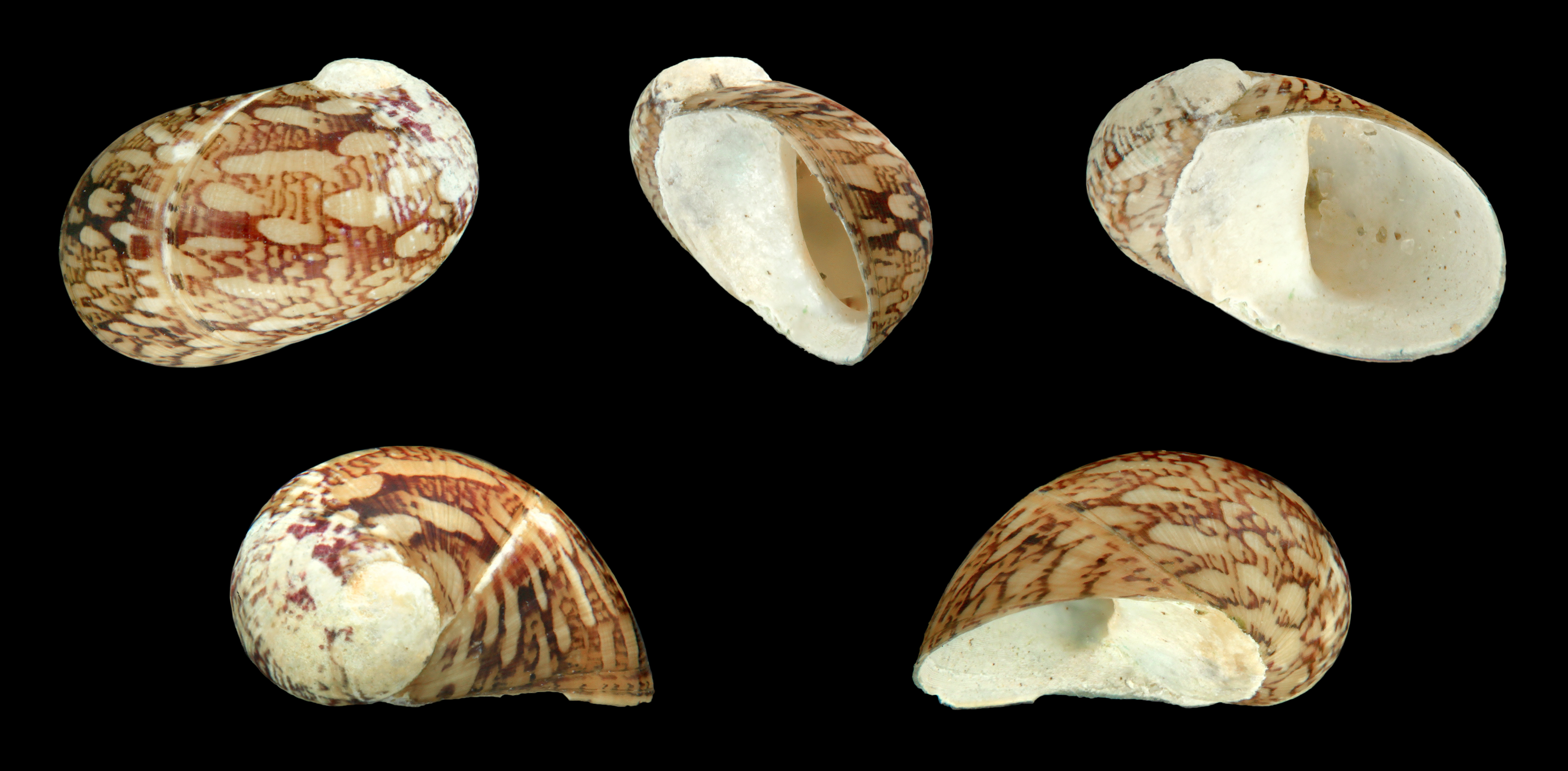
Theodoxus fluviatilis
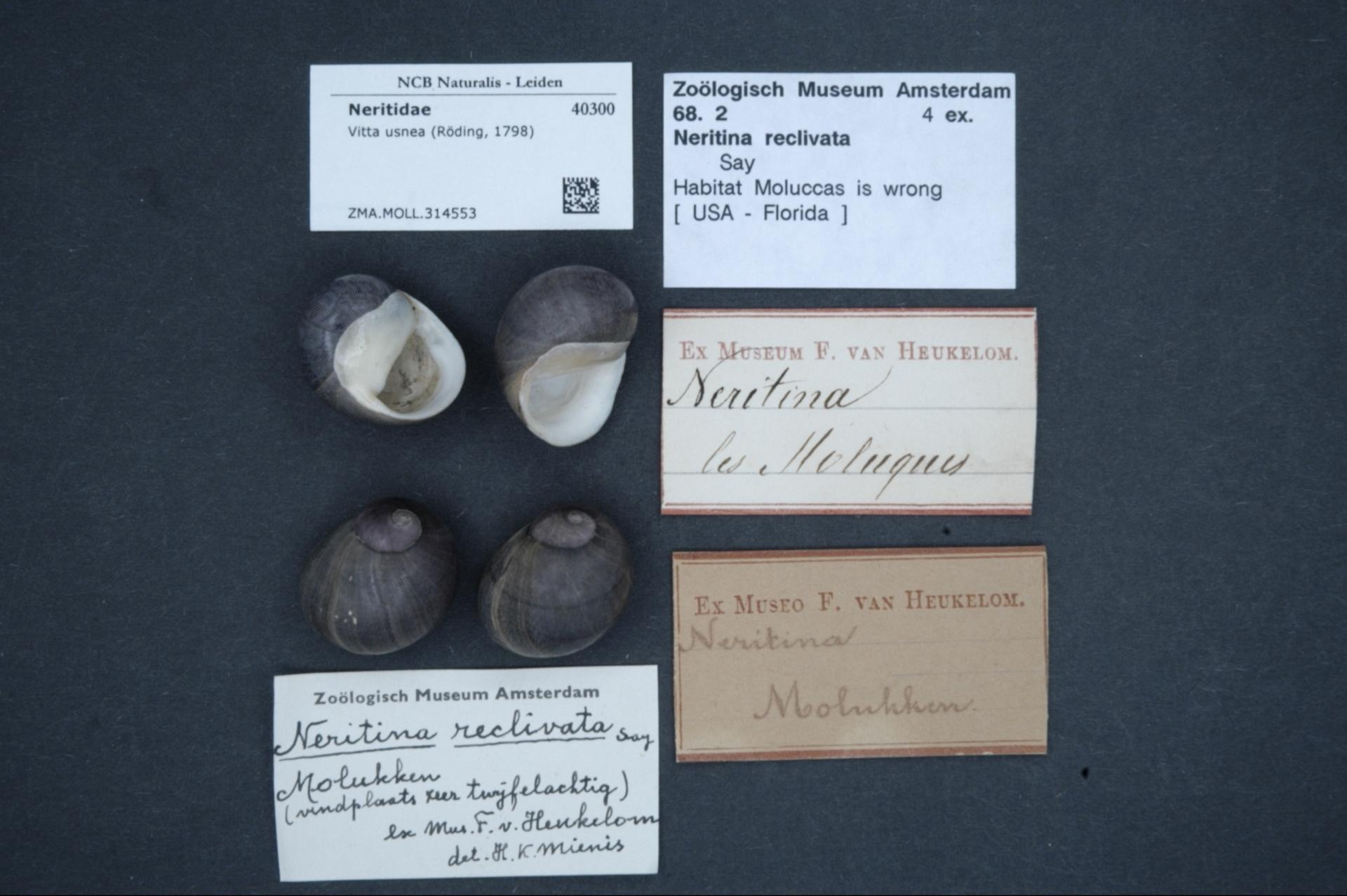
Vitta usnea
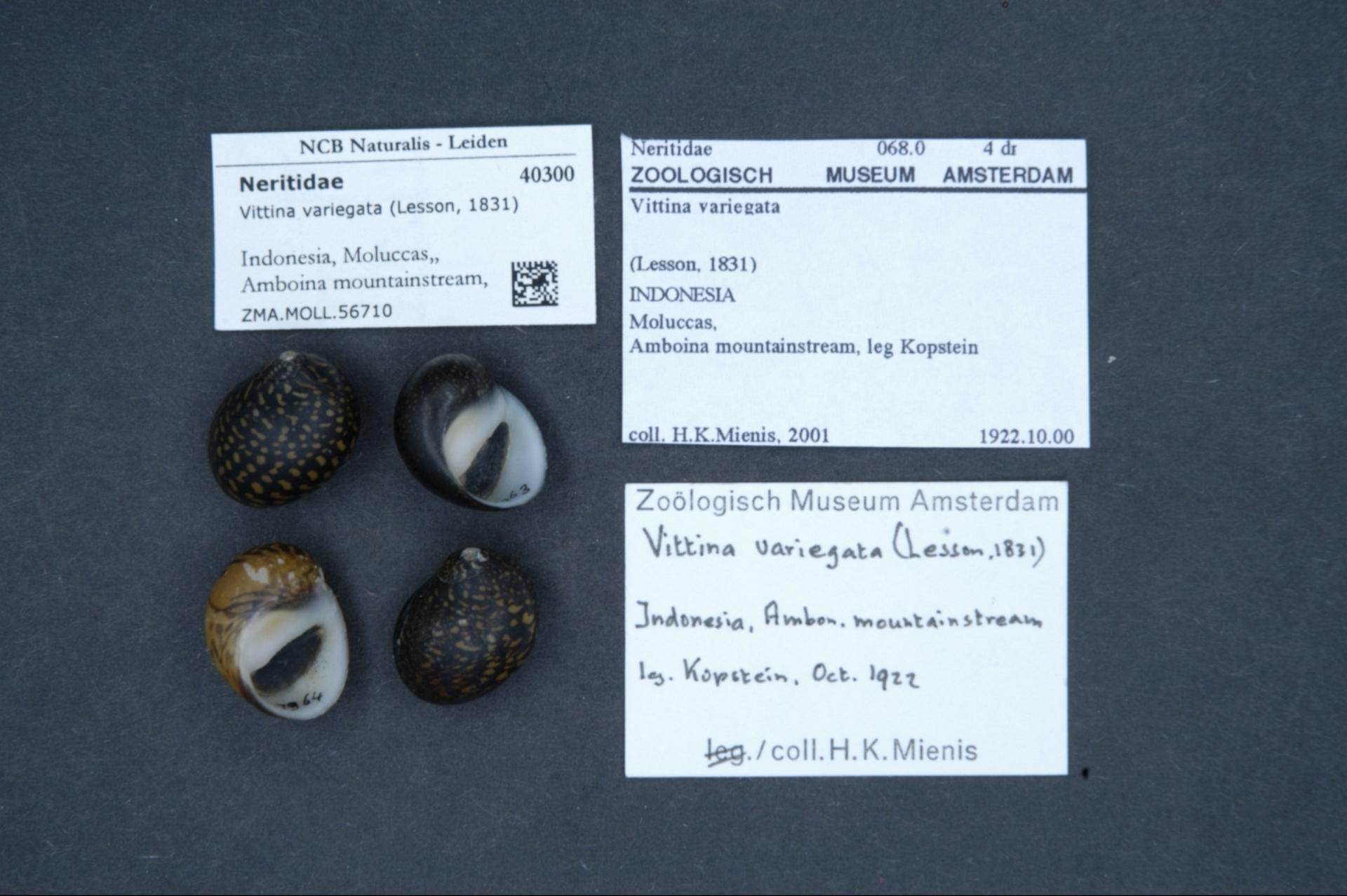
Vittina variegata
Vittina waigiensis